# Маккензи-Фрейзер, Александр
Александр Маккензи-Фрейзер (англ. Alexander Mackenzie Fraser, род. 1758, Абердиншир, Шотландия — 13 сентября 1809, Хейс, Кент, Англия) — британский генерал и политик. Он был известен как Маккензи, пока в 1803 году не взял себе фамилию Фрейзер.

## Биография

### Семья и ранние годы
Семья Фрейзер из замка Фрейзер в Абердиншире по женской линии происходит от достопочтенного сэра Саймона Фрейзера из Инвераллохи, второго сына Саймона, восьмого лорда Ловата, но по мужской линии их фамилия — Маккензи.

### Военная служба
Получив образование в Абердинском университете, он был зачислен в 73-й пехотный полк в 1778 году. Он отличился во время Великой осады Гибралтара. Позже он служил во время Войны за независимость США, где был ранен, и во время Британской кампании во Фландрии, где временно командовал бригадой под началом герцога Йоркского. Он участвовал в вторжении в Капскую колонию и служил в Индии с 1796 по 1800 год. С 1803 по 1805 год он служил в штабе, временно командуя одной из пехотных бригад (Ганноверской) Королевского германского легиона во время Ганноверской экспедиции в 1805 году. В 1806 году он служил под началом генерала Джеймса Генри Крейга во время англо-русского вторжения в Неаполь, во время службы на Сицилии.
Он командовал Александрийской экспедицией в 1807 году, вторгшись в Египет 16 марта 1807 года с 6000 британских солдат. Маккензи Фрейзер сначала занял Александрию, чтобы обезопасить порт как базу для операций в Средиземном море и помешать французам использовать его в стратегических целях. Однако попытки продвинуться вглубь страны не увенчались успехом: Фрейзер проиграл два сражения в Розетте (современный Рашид) 29 марта и 21 апреля; при этом два батальона понесли очень тяжёлые потери, особенно в более поздней засаде. 19 сентября 1807 года было подписано соглашение с Мухаммедом Али Египетским о выводе британских войск из Египта.
После Египта он получил командование над 1-й дивизией, которая должна была отправиться на помощь Швеции в 1808 году во время русско-шведской войны в том же году.
Во время войны на Пиренейском полуострове Маккензи Фрейзер командовал 3-й дивизией в Португалии и Испании в 1808–1809 годах и присутствовал при битве при Корунье.

## Смерть
Он снова командовал дивизией во время Валхеренской кампании 1809 года и умер в Хейсе, от осложнений, вызванных перенесённой там болезнью. В соответствии с его желанием быть похороненным там, где он умер, он похоронен в церкви Святой Девы Марии в Хейсе.